# Zöld ásóbéka
A zöld ásóbéka vagy késlábú béka (Pelobates cultripes) a kétéltűek (Amphibia) osztályának békák (Anura) rendjébe, ezen belül az ásóbékafélék (Pelobatidae) családjába tartozó faj.

## Előfordulása
A zöld ásóbéka Franciaország, Portugália és Spanyolország területén honos. Akár 1800 méteres tengerszint feletti magasságban is megtalálható. Ősi békafaj, amely már a középső miocén korszakban megjelent.

## Megjelenése
Akár 11 centiméteresre is megnőhet; az ebihalai is igen nagyok. A bőre sima, felül az alapszín szürkés-sárgás rajta sötétbarna vagy zöldes foltokkal és pettyekkel. A hátsó lábain fekete színű bőrkeményedések vannak, ezek segítségével ássa be magát a talajba.

## Életmódja
Az ürege akár 20 centiméter mély is lehet. Éjszaka mozog és általában magányos, de esőzések után tömegesen látható.

## Szaporodása
Ideiglenes édesvizekben, néha brakkvízben is szaporodhat. Először a hímek bújnak elő, őket követik a nőstények. A legnagyobb nőstények akár 7000 petét is rakhatnak, a peték 1 méteres zselatinos zsinórba vannak összefogva. A kikeléshez két hét kell, a kifejlődéshez 4-6 hónap. A friss kis békák csak 2-3,5 centiméteresek, még 3 év szükséges amíg felnőtté válnak. Körülbelül 15 évig él.

## Képek

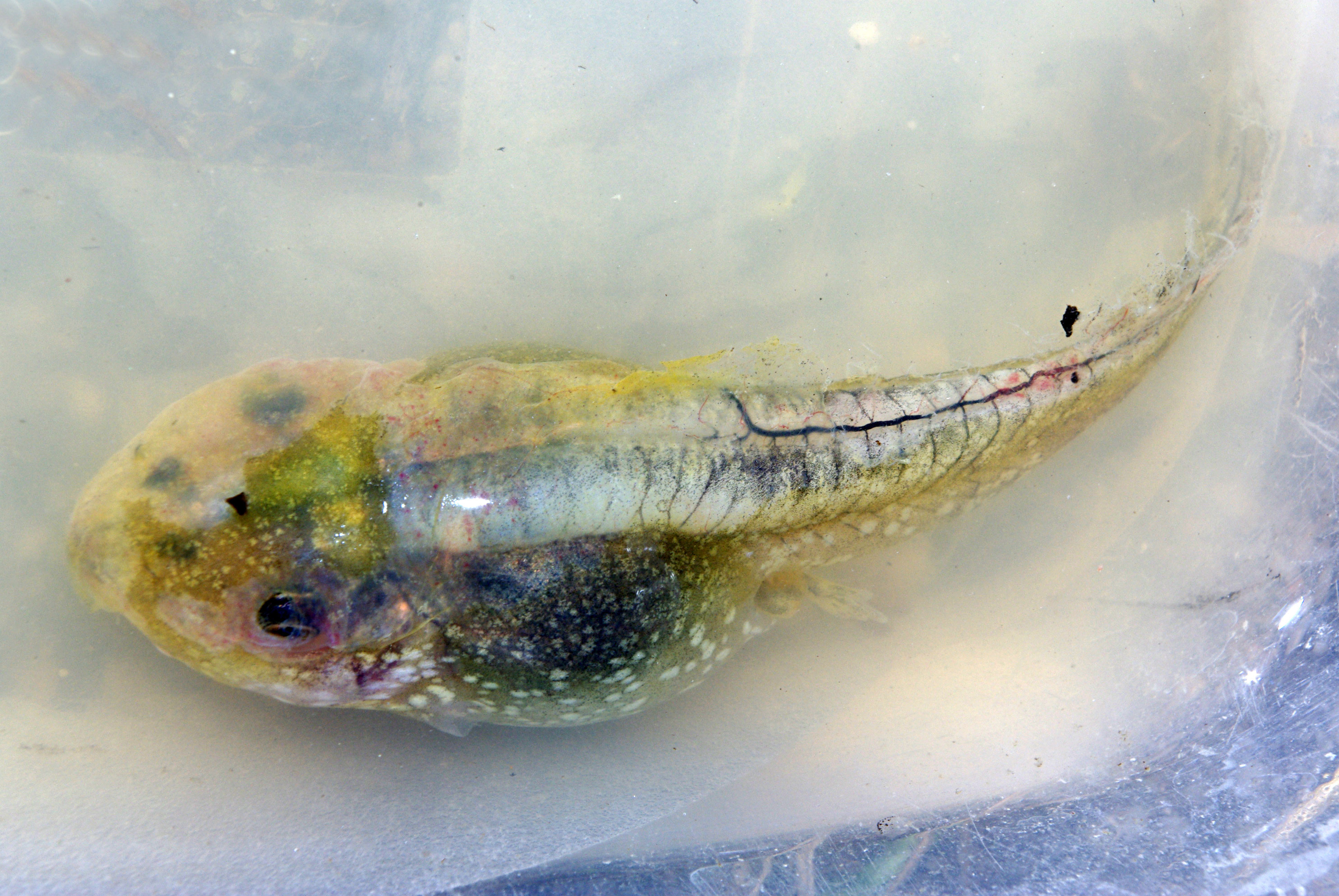
Ebihal
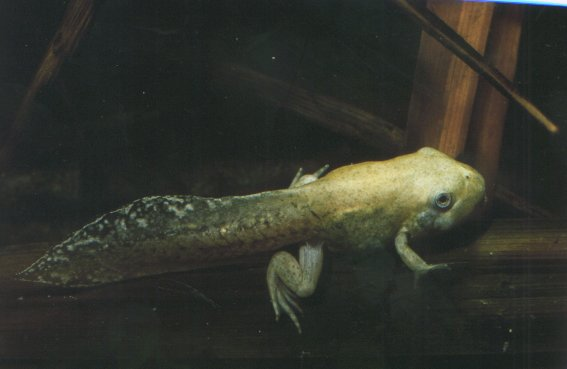
átalakulóban és
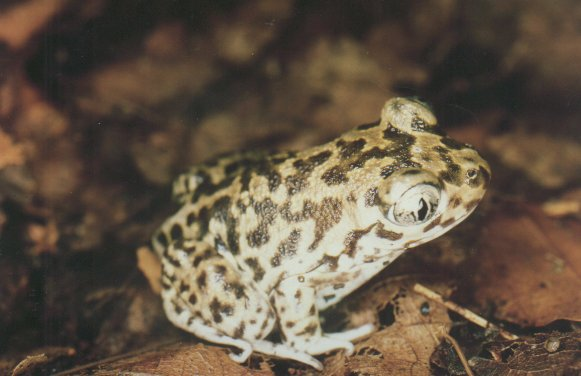
a fiatal egyed
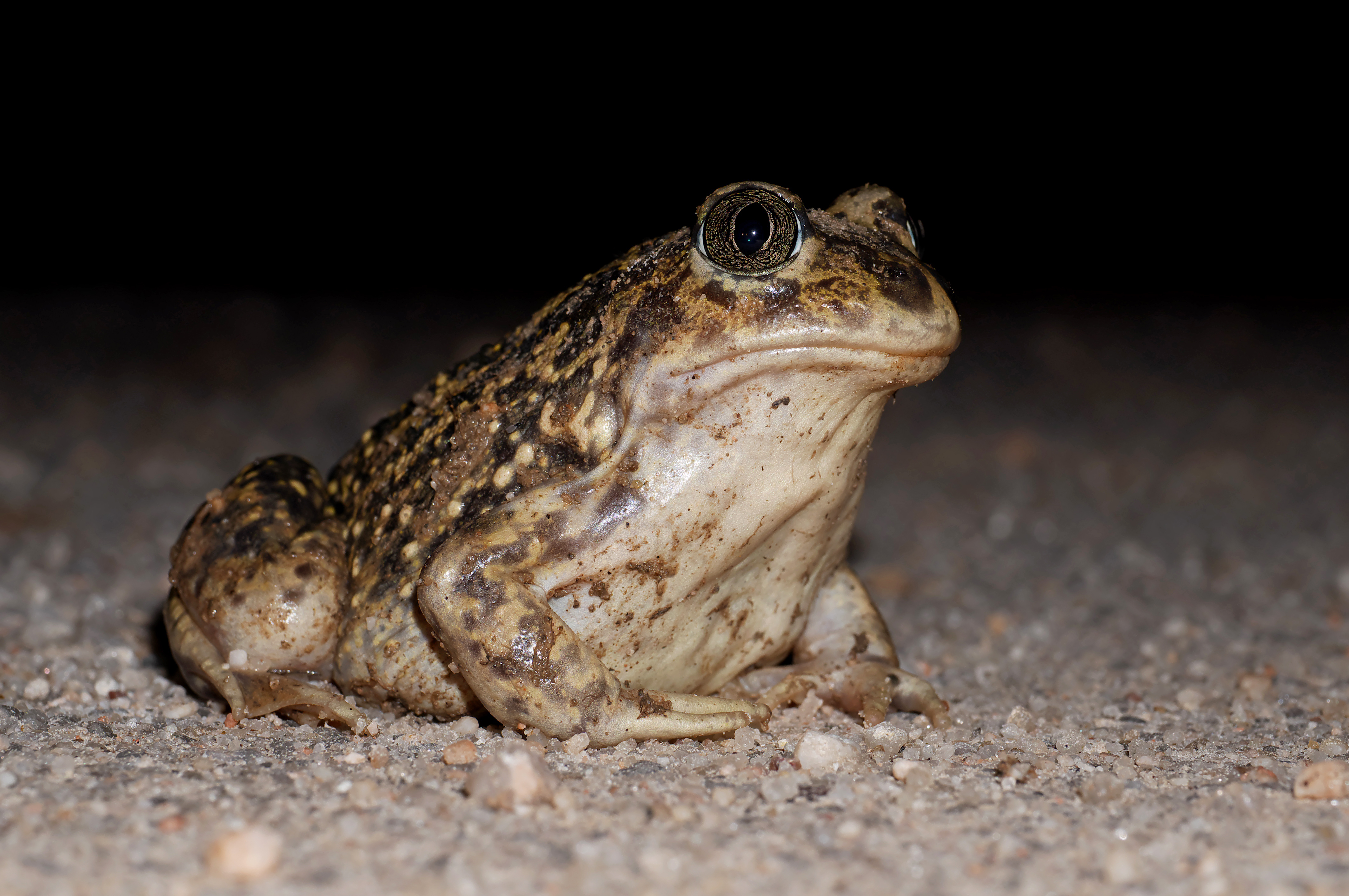
A felnőtt
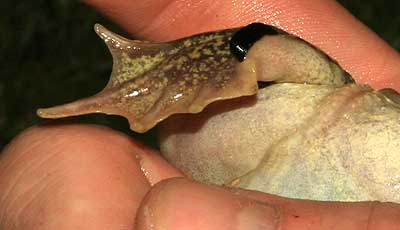
A fekete bőrkeményedései